# Psilocarphus
Psilocarphus es un género de plantas de la familia Asteraceae. Comprende 17 especies descritas y de estas, solo 5  aceptadas.

## Taxonomía
El género fue descrito por Thomas Nuttall  y publicado en Transactions of the American Philosophical Society, new series, 7: 340–341. 1840.

## Especies
A continuación se brinda un listado de las especies del género Psilocarphus aceptadas hasta julio de 2012, ordenadas alfabéticamente. Para cada una se indica el nombre binomial seguido del autor, abreviado según las convenciones y usos.
- Psilocarphus brevissimus Nutt.
- Psilocarphus chilensis (J.Rémy) A.Gray
- Psilocarphus elatior (A.Gray) A.Gray
- Psilocarphus oregonus Nutt.
- Psilocarphus tenellus Nutt.